# Megaselia nitidipennis
Megaselia nitidipennis är en tvåvingeart som beskrevs av Bridarolli 1951. Megaselia nitidipennis ingår i släktet Megaselia och familjen puckelflugor. Inga underarter finns listade i Catalogue of Life.